# Campionat del món de ciclisme en pista de 2021 – Cursa per punts femenina
La cursa per punts femenina al Campionat del món de ciclisme en pista de 2021 es va celebrar el 24 d'octubre del 2021.

## Resultats
La cursa va començar a les 13:56. Es van realitzar 100 voltes (25 km) amb 10 esprints.
| Posició | Nom                    | País                      | Punts de voltes | Punts d'esprints | Punts totals   |
| ------- | ---------------------- | ------------------------- | --------------- | ---------------- | -------------- |
| 1       | Lotte Kopecky          | Bèlgica                   | 60              | 16               | 76             |
| 2       | Katie Archibald        | Great Britain             | 40              | 32               | 72             |
| 3       | Kirsten Wild           | Països Baixos             | 40              | 20               | 60             |
| 4       | Marion Borras          | França                    | 40              | 14               | 54             |
| 5       | Silvia Zanardi         | Itàlia                    | 40              | 11               | 51             |
| 6       | Maria Martins          | Portugal                  | 40              | 1                | 41             |
| 7       | Jennifer Valente       | Estats Units              | 20              | 13               | 33             |
| 8       | Anita Stenberg         | Noruega                   | 20              | 2                | 22             |
| 9       | Karolina Karasiewicz   | Polònia                   | 20              | 2                | 22             |
| 10      | Hanna Solovey          | Ucraïna                   | 20              | 0                | 20             |
| 11      | Verena Eberhardt       | Àustria                   | 0               | 2                | 2              |
| 12      | Maggie Coles-Lyster    | Canadà                    | 0               | 2                | 2              |
| 13      | Nastassia Kiptsikava   | Belarús                   | 0               | 1                | 1              |
| 14      | Yareli Acevedo         | Mèxic                     | 0               | 0                | 0              |
| 15      | Lena Mettraux          | Suïssa                    | 0               | 0                | 0              |
| 16      | Johanna Kitti Borissza | Hongria                   | 0               | 0                | 0              |
| 17      | Jarmila Machačová      | Txèquia                   | 0               | 0                | 0              |
| 18      | Tania Calvo            | Espanya                   | −20             | 5                | −15            |
| 19      | Tereza Medveďová       | Eslovàquia                | −40             | 0                | −40            |
| –       | Fanny Cauchois         | Laos                      | −40             | No va acabar     | No va acabar   |
| –       | Gulnaz Khatuntseva     | Federació de Ciclisme rus | No va començar  | No va començar   | No va començar |